# Johann Ruysch
Johann Ruysch ou Johannes Ruysch (vers 1460 à Utrecht - 1533 à Cologne) était un géographe et cartographe du XVIe siècle. On sait très peu de lui, sinon qu'il est l'auteur du planisphère de Ruysch, une des cartes les plus importantes du début de ce siècle, et la seconde carte imprimée connue du nouveau monde. Elle fut largement diffusée dès 1507.

## Biographie
On pense que Ruysch était originaire d'Utrecht. Il a probablement accompagné une des expéditions anglaises vers Terre-Neuve autour de 1500, qui pourrait être celle de John Cabot en 1497. Peut-être, eu égard au grand nombre de toponymes portugais apparaissant sur le planisphère de 1507, embarqua-t-il sur un navire portugais au départ de Bristol.
Vers 1505, Ruysch entra, croit-on, au monastère bénédictin de Cologne en tant que prêtre séculier. Il partit peu après pour Rome, où le pape Jules II lui accorda une dispense de ses fonctions sacerdotales. C'est sans doute à Rome qu'il établit sa carte du monde en 1507, et il apparaît sur la liste des employés en 1508 et en 1509, avec semble-t-il pour spécialité les décorations peintes. Peut-être est-il ce « Flamand nommé Jean », ami de Raphaël, qui résida un temps avec le peintre. On a même suggéré qu'il avait pu conseiller Raphaël lorsque celui-ci peignit son Astronomie en 1509-10 pour la Stanza della segnatura.
Un peu plus tard on retrouve Ruysch à la cour portugaise où il officia en tant que cartographe et astronome, sans doute grâce à Jules II qui était ami de Manuel Ier de Portugal.
Il revint au monastère de Saint-Martin, souffrant de tuberculose, mais encore suffisamment vigoureux pour peindre une fresque murale (aujourd'hui disparue) qui représentait les jours, les mois, les phases de la lune et les constellations. Il serait mort à un âge avancé en 1533 dans une petite pièce du monastère attenante à la bibliothèque.